# La Guerre de la réalité
La Guerre de la réalité (The Reality War) est le huitième et dernier épisode de la Saison 2 de la série télévisée britannique Doctor Who, diffusé le 31 mai 2025 sur BBC One et Disney+.
Cet épisode est la deuxième partie du finale de la saison avec Le Monde du souhait qui a été diffusé le 24 mai 2025 sur BBC One et Disney+.

## Distribution
- Ncuti Gatwa (VFB : Maxime Van Santfoort) : Quinzième Docteur
- Jodie Whittaker (VFB : Marcha Van Boven) : Treizième Docteur
- Billie Piper (VFB : Géraldine Frippiat) : Seizième Doctor
- Varada Sethu (VFB : Fanny Dreiss) : Belinda Chandra
- Millie Gibson (VFB : Marie Braam) : Ruby Sunday
- Archie Panjabi (VFB : Karin Leclercq): La Rani
- Anita Dobson (VFB : Myriam Thyrion) : Mrs. Flood
- Steph de Whalley (VFB : Julia Kaye) : Anita Benn
- Sam Lawton (VFB : Amélie Saye) : Winnie Petheridge
- Ruth Madeley (VFB : Maya Boelpaepe) : Shirley Anne Bingham
- Michelle Greenidge (VFB : Bernadette Mouzon) : Carla Sunday
- Jonah Hauer-King (VFB : Maxime Donnay) : Conrad Clark
- Sienna-Robyn Mavanga-Phipps (VFB : Suzanne Elbaz) : Poppy
- Jemma Redgrave (VFB : Stéphane Excoffier) : Kate Lethbridge-Stewart
- Susan Twist (VFB : Rosalia Cuevas) : Susan Triad
- Alexander Devrient (VFB : David Macaluso) : Colonel Christofer Ibrahim
- Aidan Cook (corps) / Nicholas Briggs (voix) (VFB : Eddy Mathieu) : Le Vlinx
- Yasmin Finney (VFB : Ludivine Deworst) : Rose Noble
- Bonnie Langford (VFB : Léonce Wapelhorst): Melanie Bush
- Angela Wynter (VFB : Francine Laffineuse) : Cherry Sunday
- Voix d'Oméga (VFB : Michel Collige) : Nicholas Briggs
- Nila Aalia (VFB : Valérie Lemaître) : Lakshmi Chandra

## Accroche
La bataille fait rage dans les cieux alors que la Trinité Maléfique déchaîne leur ambition mortelle. Le Docteur, Belinda et Ruby doivent tout risquer dans leur quête pour sauver une vie innocente.

## Résumé
Alors que la Terre s'effondre hors de la réalité, le Docteur est sauvé par Anita Benn qui le ramène dans l'Hôtel du Temps. Il comprend que la Rani a positionné la Terre, sous le vœu de Conrad Clark, dans une boucle temporelle qui recommence à chaque fois que la réalité s'écroule. Le Docteur et Anita utilisent les portes de l'Hôtel du Temps pour rétablir la mémoire de Belinda et tout le monde au QG de UNIT, alors que Ruby Sunday et les agents de terrain de UNIT retrouvent leur mémoire grâce à des puces implantées précédemment.
La Rani et Mrs Flood font face au Docteur, révélant leur plan de ramener Omega dans l'univers et de l'utiliser comme une banque ADN pour créer une nouvelle espèce de Seigneurs du Temps sous leur commandement. Le Docteur décide de prendre les devants et de placer Belinda et Poppy, leur fille conçue dans une réalité altérée, dans un coffre spéciale pour éviter à Poppy d'être effacée une fois la réalité restaurée. Il s'infiltre dans le Palais d'Os de la Rani alors qu'Omega est ramené du Sous-Univers. Devenu une immense créature difforme à cause de son long emprisonnement, le transformant en Dieu Fou du Temps, Omega explique qu'il prévoit de consumer tout sur son passage et dévore la Rani. Mrs Flood s'enfuit et le Docteur renvoi Omega dans sa prison en utilisant le Vindicateur. Ruby s'infiltre dans la chambre de Conrad pour récupérer Desidirium et souhaite à Conrad une vie heureuse avant de mettre fin à tout les souhaits. Le Docteur rejoint Ruby dans le TARDIS et fait le vœu que Desidirium n'exauce plus aucun vœu.
Malgré quelques différences minimes, la réalité est ramenée à la normale. Desidirium, désormais humain, est adopté par la famille de Ruby et Anita retourne à l'hôtel du Temps en expliquant au Docteur que le « Patron » le salue. Le Docteur se prépare à partir avec Poppy qui se retrouve petit à petit effacé de la réalité, oubliée de tous sauf de Ruby. Cette dernière persuade le Docteur que la disparition de Poppy est une erreur, lui rappelant qu'il a déjà modifié la réalité en la sauvant des Gobelins ou en sauvant Belinda de la fracture temporelle. Décidé à sauver Poppy, le Docteur part avec le TARDIS et, après une courte interaction avec le Treizième Docteur, commence à utiliser une de ses régénérations, conjointement avec le Vortex temporel, pour recalibrer la réalité. Ce recalibrage amène à une réalité où Poppy existe en tant que fille humaine de Belinda, mais pas celle du Docteur.
Après un adieu douloureux entre le Docteur et Belinda, ce dernier repart dans le TARDIS et se rend au milieu de l'espace pour ne pas être seul. Il retrouve l'étoile Joy qui l'accompagne au loin. Le Docteur se tient sur le bord du TARDIS et se régénère, illuminant l'espace où il se trouve avant de prendre un visage similaire à celui de Rose Tyler.

## Continuité
- L'épisode s'ouvre sur le retour du personnage de Anita Benn, ancienne réceptionniste de l'hôtel Sandringham qui travaille maintenant à l'hôtel du Temps comme présenté dans l'épisode spécial Noël 2024 JOY-eux Noël.
- Lorsque Anita explique ses tentatives de retrouver le Docteur, plusieurs références à d'anciens sont montrés. En premier, Anita se retrouve proche de la scène d'échiquier vivant, avec le Onzième Docteur, dans l'épisode Le Mariage de River Song de la Saison 6 en 2011. Elle fait ensuite la rencontre d'un Dalek venant de l'épisode Day of the Daleks de la Saison 9 en 1972 avec le Troisième Docteur. Puis retrouve le Docteur qu'elle a connu en train de danser avec Rogue dans l'épisode éponyme de la Saison 1 en 2024.
- Dans la chambre de Poppy, le Docteur mentionne le roi des Gobelins, faisant référence à l'épisode spécial Noël 2023 L'église de Ruby Road. Il mentionne les caves de Satan, faisant référence au double épisode La Planète du Diable, première et deuxième partie de la Saison 2 de 2006.
- L'épisode voit le retour de Rose Noble, fille de Donna Noble et Shaun Temple apparue dans les épisodes La Créature stellaire et Le Fabricant de Jouets durant le 60e anniversaire de la série, puis dans le double épisodes final La Légende de Ruby Sunday et L'Empire de Mort de la Saison 1 en 2024.
- Le Docteur et Ruby se retrouvent pour la première fois, en étant eux-mêmes, depuis l'épisode final L'Empire de Mort de la Saison 1 en 2024.
- Le Docteur explique à Melanie Bush que la Rani est revenu, faisant référence à l'arc Time and the Rani de la Saison 24 de 1987 où Mel et la Rani se sont rencontrer pour la première fois, au même moment où le Septième Docteur était fraichement régénéré.
- Ruby explique avoir déjà rencontré une fille qui s'appelle Poppy avec le Docteur, faisant référence à l'épisode Les Bébés de l'Espace de la Saison 1 en 2024.
- Lors d'un échange entre Ruby et la Rani, cette dernière fait apparaître Mrs Flood faisant réagir Ruby et Belinda expliquant que c'est leur voisine, comme présenté dans les épisodes L'église de Ruby Road, 73 Yards, La Légende de Ruby Sunday, L'Empire de Mort, de la Saison 1 en 2024 et La Révolution des Robots de la Saison 2 en 2025.
- Kate mentionne son père ayant combattu Omega dans les années 70, faisant référence à l'arc The Three Doctors de la Saison 10 en 1972-1973.
- La Rani explique vouloir construire une nouvelle Gallifrey car l'ancienne ne lui convenait pas, faisant référence à l'arc The Mark of the Rani de la Saison 22 en 1985, où la Rani expliquait avoir été banni de Gallifrey à cause des ses expériences.
- Le Docteur demande à Susan Triad de construire une Zero Room, faisant référence à la pièce du même nom présenté dans l'épisode Castrovalva de la Saison 19 en 1982 où le Cinquième Docteur, fraichement régénéré, se pose un temps.
- Ruby utilise le projet Indigo déjà utilisé par Martha Jones dans le double épisode final La Terre volée et La Fin du voyage de la Saison 4 en 2008.
- Belinda explique à Ruby qu'elle a vu une planète à son nom, faisant référence à l'épisode La Révolution des Robots du début de saison.
- Anita mentionne le « Patron » qui était déjà mentionné par le Meep dans l'épisode La Créature stellaire lors du 60e anniversaire de la série.
- Ruby explique au Docteur qu'il a déjà changer le réalité pour sauver Ruby, faisant référence aux évènements de l'épisode spécial Noël 2023 L'église de Ruby Road.
- Belinda renchérit en parlant de la fois où le Docteur l'a sauvé de la fracture temporelle sur Mllebelindachandra 1, faisant de nouveau référence aux évènements de l'épisode La Révolution des Robots du début de saison.
- Susan Triad explique avoir à peine un an, faisant référence au double épisodes final La Légende de Ruby Sunday et L'Empire de Mort de la Saison 1 en 2024 où Susan est alors une création du TARDIS via l'intervention de Sutekh avant d'être sauvée par le Docteur.
- Dans le TARDIS, le Quinzième Docteur a une interaction avec le Treizième Docteur (Jodie Whittaker) qui a été présente dans la série de 2017 à 2022.
- Dans cette même scène, lorsque le Docteur est surpris que ce ne soit pas « celui qui reviens tout le temps », cela fait référence à David Tennant, qui a interprété le Dixième et Quatorzième Docteur et qui était revenu dans l'épisode Le Jour du Docteur pour le 50e anniversaire de la série en 2013.
- Toujours dans cette scène, le Treizième Docteur dit qu'elle n'aime pas la nouvelle décoration de l'intérieur, phrase très fréquemment répété lorsqu'un Docteur découvre son futur TARDIS.
- Le Quinzième et Treizième Docteur utilise le terme « Méli-mélo » qui est souvent répété par le Dixième ou Onzième Docteur.
- Lorsque le Quinzième Docteur dit « Je t'aime » au Treizième Docteur, elle mentionne Yaz et le fait qu'elle devrait lui dire également, faisant référence à la relation et l'attirance qu'on le Treizième Docteur et Yasmin Khan au fur et à mesure des Saisons 11, 12 et 13 puis des spéciaux de 2022. Cependant le Quinzième Docteur explique qu'elle ne le fera jamais, faisant référence à la fin de l'épisode spécial Le Pouvoir du Docteur pour le 100e anniversaire de la BBC, où le Treizième Docteur et Yaz ne s'avoue jamais leur attirance mutuelle.
- Avant de se régénérer, le Docteur dit ne pas vouloir faire ça seul, cela fait une nouvelle fois référence à la fin de l'épisode spécial Le Pouvoir du Docteur pour le 100e anniversaire de la BBC, où le Treizième Docteur demande à être seule pour se régénérer. Il se retrouve face à l'étoile Joy, faisant référence à l'épisode spécial Noël 2024 JOY-eux Noël où Joy devient l'étoile de Bethléem.
- À la suite de la régénération, le Docteur prend l'apparence de l'actrice Billie Piper qui avait déjà jouée le personnage de Rose Tyler au cours de la Saison 1 en 2005, de la Saison 2 en 2006 et de la Saison 4 en 2008, mais aussi pour avoir incarné l'entité du Méchant Loup dans l'épisode spécial 50e anniversaire Le Jour du Docteur en 2013.